# Giulio Cesare Tassoni
Giulio Cesare Tassoni, född den 26 februari 1859 i Montecchio (Reggio Emilia), död den 10 oktober 1942 i Rom, var en italiensk militär.
Tassoni blev officer vid bersaglieri 1878, befordrades efter hand till generallöjtnant (1913) och chef för "divisione speciale dei bersaglieri". Under första världskriget förde han först 4:e armékåren (Isonzofronten) och sedan 12:e armékåren (Carniafronten). År 1916 blev han chef för den nybildade 5:e armén och därefter för 7:e armén (båda på Tyrolerfronten). Då den senare vid krigets slut upplöstes, övertog Tassoni befälet över 4:e armén. År 1920 förklarades han i permanent aktiv tjänst och designerad till arméchef i fält. År 1919 hade han blivit senator.